# Damernas släggkastning vid världsmästerskapen i friidrott 2022
Damernas släggkastning vid världsmästerskapen i friidrott 2022 avgjordes mellan den 15 och 17 juli 2022 på Hayward Field i Eugene i USA.
Amerikanska Brooke Andersen tog guld efter ett kast på 78,96 meter. Silvret togs av kanadensiska Camryn Rogers och bronset togs av Andersens landsmaninna Janee' Kassanavoid.

## Rekord
Innan tävlingens start fanns följande rekord:
| Rekord                                         | Idrottare                 | Distans | Plats                   | Datum           |
| ---------------------------------------------- | ------------------------- | ------- | ----------------------- | --------------- |
| Världsrekord                                   | Anita Włodarczyk (POL)    | 82,98 m | Warszawa, Polen         | 28 augusti 2016 |
| Mästerskapsrekord                              | Anita Włodarczyk (POL)    | 80,85 m | Peking, Kina            | 27 augusti 2015 |
| Världsårsbästa                                 | Brooke Andersen (USA)     | 79,02 m | Tucson, USA             | 30 april 2022   |
| Afrikanskt rekord                              | Annette Echikunwoke (NGR) | 75,49 m | Tucson, USA             | 22 maj 2021     |
| Asiatiskt rekord                               | Wang Zheng (CHN)          | 77,68 m | Chengdu, Kina           | 29 mars 2014    |
| Nord-, centralamerikanskt och karibiskt rekord | DeAnna Price (USA)        | 80,31 m | Eugene, USA             | 26 juni 2021    |
| Sydamerikanskt rekord                          | Jennifer Dahlgren (ARG)   | 73,74 m | Buenos Aires, Argentina | 10 april 2010   |
| Europeiskt rekord                              | Anita Włodarczyk (POL)    | 82,98 m | Warszawa, Polen         | 28 augusti 2016 |
| Oceaniskt rekord                               | Lauren Bruce (NZL)        | 74,61 m | Tucson, USA             | 22 maj 2021     |

## Program
Alla tider är lokal tid (UTC−7).
| Datum   | Tid   | Omgång |
| ------- | ----- | ------ |
| 15 juli | 12:05 | Kval   |
| 17 juli | 11:35 | Final  |

## Resultat

### Kval
Kvalregler: Kast på minst 73,50 meter 0Q0 eller de 12 friidrottare med längst kast 0q0 gick vidare till finalen.
| Placering | Grupp | Namn                    | Nationalitet | Omgång  | Omgång  | Omgång  | Distans | Noteringar |
| Placering | Grupp | Namn                    | Nationalitet | 1       | 2       | 3       | Distans | Noteringar |
| --------- | ----- | ----------------------- | ------------ | ------- | ------- | ------- | ------- | ---------- |
| 1         | A     | Janee' Kassanavoid      | USA          | 74,46 m |         |         | 74,46 m | 0Q0        |
| 2         | B     | Brooke Andersen         | USA          | 74,37 m |         |         | 74,37 m | 0Q0        |
| 3         | A     | Krista Tervo            | Finland      | 68,35 m | 73,83 m |         | 73,83 m | 0Q0        |
| 4         | A     | Camryn Rogers           | Kanada       | 73,67 m |         |         | 73,67 m | 0Q0        |
| 5         | B     | Annette Echikunwoke     | USA          | 69,38 m | 72,60 m | 66,65 m | 72,60 m | 0q0        |
| 6         | B     | Sara Fantini            | Italien      | 69,20 m | 71,76 m | 72,38 m | 72,38 m | 0q0        |
| 7         | B     | Silja Kosonen           | Finland      | 70,68 m | 72,15 m | 71,92 m | 72,15 m | 0q0        |
| 8         | B     | Bianca Ghelber          | Rumänien     | 69,36 m | 70,39 m | 72,00 m | 72,00 m | 0q0        |
| 9         | B     | Jillian Weir            | Kanada       | 69,04 m | 72,00 m | x       | 72,00 m | 0q0        |
| 10        | A     | Luo Na                  | Kina         | 68,80 m | 71,36 m | 71,01 m | 71,36 m | 0q0        |
| 11        | A     | Hanna Skydan            | Azerbajdzjan | 70,93 m | 70,71 m | x       | 70,93 m | 0q0        |
| 12        | A     | Grete Ahlberg           | Sverige      | 69,28 m | 68,20 m | 70,87 m | 70,87 m | 0q0, 0PB0  |
| 13        | A     | Lauren Bruce            | Nya Zeeland  | x       | 68,92 m | 70,86 m | 70,86 m |            |
| 14        | A     | Li Jiangyan             | Kina         | 69,61 m | 70,50 m | x       | 70,50 m |            |
| 15        | B     | Malwina Kopron          | Polen        | 68,46 m | x       | 70,50 m | 70,50 m |            |
| 16        | B     | Julia Ratcliffe         | Nya Zeeland  | 64,53 m | x       | 69,96 m | 69,96 m |            |
| 17        | A     | Zalina Marghieva        | Moldavien    | x       | 68,78 m | 69,73 m | 69,73 m |            |
| 18        | A     | Alexandra Hulley        | Australien   | 64,46 m | 68,83 m | 68,49 m | 68,83 m |            |
| 19        | A     | Laura Redondo           | Spanien      | 67,82 m | 68,67 m | 68,04 m | 68,67 m |            |
| 20        | B     | Katrine Koch Jacobsen   | Danmark      | 66,23 m | 66,16 m | 68,51 m | 68,51 m |            |
| 21        | B     | Zhao Jie                | Kina         | 65,89 m | x       | 68,18 m | 68,18 m |            |
| 22        | B     | Iryna Klymets           | Ukraina      | 68,12 m | x       | 67,72 m | 68,12 m |            |
| 23        | B     | Suvi Koskinen           | Finland      | 66,30 m | 67,98 m | 65,96 m | 67,98 m |            |
| 24        | B     | Vanessa Sterckendries   | Belgien      | 66,24 m | x       | 67,88 m | 67,88 m |            |
| 25        | A     | Samantha Borutta        | Tyskland     | 67,48 m | 67,30 m | 66,91 m | 67,48 m |            |
| 26        | B     | Stamatia Scarvelis      | Grekland     | 67,20 m | 66,56 m | 64,39 m | 67,20 m |            |
| 27        | A     | Oyesade Olatoye         | Nigeria      | 62,53 m | 65,71 m | 64,82 m | 65,71 m |            |
| 28        | A     | Beatrice Nedberge Llano | Norge        | 64,57 m | 64,81 m | x       | 64,81 m |            |
| 29        | B     | Mariana Marcelino       | Brasilien    | 62,53 m | 64,72 m | 61,53 m | 64,72 m |            |
| 30        | A     | Nicole Bradley          | Nya Zeeland  | x       | 62,88 m | x       | 62,88 m |            |

### Final
Finalen startade den 17 juli klockan 11:36.
| Placering | Namn                | Nationalitet | Omgång  | Omgång  | Omgång  | Omgång  | Omgång  | Omgång  | Distans | Noteringar |
| Placering | Namn                | Nationalitet | 1       | 2       | 3       | 4       | 5       | 6       | Distans | Noteringar |
| --------- | ------------------- | ------------ | ------- | ------- | ------- | ------- | ------- | ------- | ------- | ---------- |
| 1         | Brooke Andersen     | USA          | 74,81 m | x       | 72,74 m | 77,42 m | 77,56 m | 78,96 m | 78,96 m |            |
| 2         | Camryn Rogers       | Kanada       | 72,61 m | x       | 75,52 m | 75,18 m | 75,05 m | 74,36 m | 75,52 m |            |
| 3         | Janee' Kassanavoid  | USA          | x       | 74,86 m | x       | 74,75 m | 74,24 m | 74,75 m | 74,86 m |            |
| 4         | Sara Fantini        | Italien      | 71,45 m | 73,18 m | 70,80 m | x       | 71,05 m | 71,04 m | 73,18 m |            |
| 5         | Jillian Weir        | Kanada       | 67,24 m | 68,66 m | 70,46 m | x       | 70,64 m | 72,41 m | 72,41 m |            |
| 6         | Bianca Ghelber      | Rumänien     | 70,09 m | 72,26 m | 70,83 m | 70,25 m | x       | x       | 72,26 m |            |
| 7         | Silja Kosonen       | Finland      | 69,46 m | 70,32 m | 70,49 m | 70,81 m | x       | 70,75 m | 70,81 m |            |
| 8         | Luo Na              | Kina         | 69,89 m | 69,57 m | 70,42 m | x       | 70,13 m | x       | 70,42 m |            |
| 9         | Grete Ahlberg       | Sverige      | 69,39 m | 68,61 m | 70,11 m |         |         |         | 70,11 m |            |
| 10        | Krista Tervo        | Finland      | x       | 69,04 m | x       |         |         |         | 69,04 m |            |
| 11        | Hanna Skydan        | Azerbajdzjan | 65,62 m | 64,76 m | 69,01 m |         |         |         | 69,01 m |            |
| 12        | Annette Echikunwoke | USA          | 68,12 m | 66,66 m | x       |         |         |         | 68,12 m |            |